# KOGAS
Korea Gas Corporation (KOGAS) è l'azienda pubblica coreana di gas naturale; è stata fondata nel 1983 dal Governo coreano.
KOGAS è divenuta il più importante importatore del mondo di gas liquido GNL, importando per esempio anche da RasGas in Qatar ed utilizza tre diversi terminali di rigassificazione per poi ridistribuire tramite una rete di gasdotti di 2721 km in Corea del Sud.